# خافيير تشيكا
خافيير تشيكا (بالإسبانية: Javi Chica) (مواليد 17 مايو 1985 في برشلونة - إسبانيا) لاعب كرة قدم إسباني يلعب حاليا لصالح نادي الدرجة الأولى إسبانيول الإسباني منذ 2006 في مركز الظهير الأيمن كما يجيد اللعب في مركز الظهير الأيسر .

## روابط خارجية
- خافيير تشيكا على موقع الاتحاد الدولي (مؤرشف)  (الإنجليزية)
- خافيير تشيكا على موقع قاعدة بيانات كرة القدم.إي يو (الإنجليزية)
- خافيير تشيكا على موقع Soccerway.com (الإنجليزية)
- خافيير تشيكا على موقع عالم كرة القدم.نت (الإنجليزية)
- خافيير تشيكا على موقع كووورة
- خافيير تشيكا على موقع AS.com (الإسبانية)